# Hans Hottinger
Hans Hottinger fue un deportista suizo que compitió en remo. Ganó tres medallas de oro en el Campeonato Europeo de Remo entre los años 1930 y 1934.

## Palmarés internacional
| Campeonato Europeo | Campeonato Europeo | Campeonato Europeo | Campeonato Europeo |
| Año                | Lugar              | Medalla            | Prueba             |
| ------------------ | ------------------ | ------------------ | ------------------ |
| 1930               | Lieja (Bélgica)    | Medalla de oro     | Doble scull        |
| 1931               | París (Francia)    | Medalla de oro     | Doble scull        |
| 1934               | Lucerna (Suiza)    | Medalla de oro     | Doble scull        |